# 아카호리역
아카호리역(일본어: 赤堀駅)는 미에현 욧카이치시에 있는 욧카이치 아스나로 철도 우쓰베 선의 역이다.
히나가역에서 분기되는 하치오지 선 열차도 정차한다.

## 역 구조
1면 1선의 지상역으로 3량의 차량이 들어갈 수 있으며, 아스나로욧카이치 방면 열차와 우쓰베 · 니시히노 방면 열차가 같은 홈에 정차한다.
직원이 배치되지 않는 무인역으로 아스나로욧카이치 역에서 관리하며, 역사 내에 설치된 자동발매기에서 승차권 구입이 가능하다.

## 역사
- 1912년 10월 6일 - 미에 궤도에서 미나미하마다(폐역) - 히나가 간 개통
- 1944년 11월 - 아스나로욧카이치 역 방면으로 0.1km 이전
- 1965년 4월 1일 - 긴키 닛폰 철도로 이관
- 1998년 4월 1일 - 역사 무인화
- 2015년 4월 1일 - 욧카이치 아스나로 철도로 이관

## 역 주변
역 주변은 주택가이다.

## 인접한 역
| 욧카이치 아스나로 철도 우쓰베 선 | 욧카이치 아스나로 철도 우쓰베 선 | 욧카이치 아스나로 철도 우쓰베 선 |
| -------------------------------- | -------------------------------- | -------------------------------- |
| 아스나로욧카이치 방면            | ■ 보통                           | 히나가 우쓰베 방면               |